# Медоу-Лейк (провінціальний парк)
Провінціальний парк Медоу-Лейк — національний парк в канадській тайзі вздовж річок Уотерхен і Колд в канадській провінції Саскачеван. Парк був заснований 10 березня 1959 року і є найбільшим провінційним парком у Саскачевані, включаючи в себе понад 20 озер. Назва парку походить від прилеглих озера та однойменного міста Медоу-Лейк, які розташовані приблизно за 40 км на південний схід від найближчого входу до парку. Протяжність парку становить близько 113 кілометрів від озера Колд-Лейк на кордоні Саскачевана та Альберти на заході до східного берега озера Уотерхен-Лейк на сході, а площа близько 1600 квадратних кілометрів.
У парку є бейсбольні майданчики, тенісні корти, міні-гольф. Є можливість орендувати будиночки, човни та екіпірування. Серед занять особливо популярні кемпінг, походи, риболовля, плавання, а взимку - катання на снігоходах, підлідна риболовля та лижні гонки . Територія парку включає близько 800 таборних містечок.

## Бореальна стежка

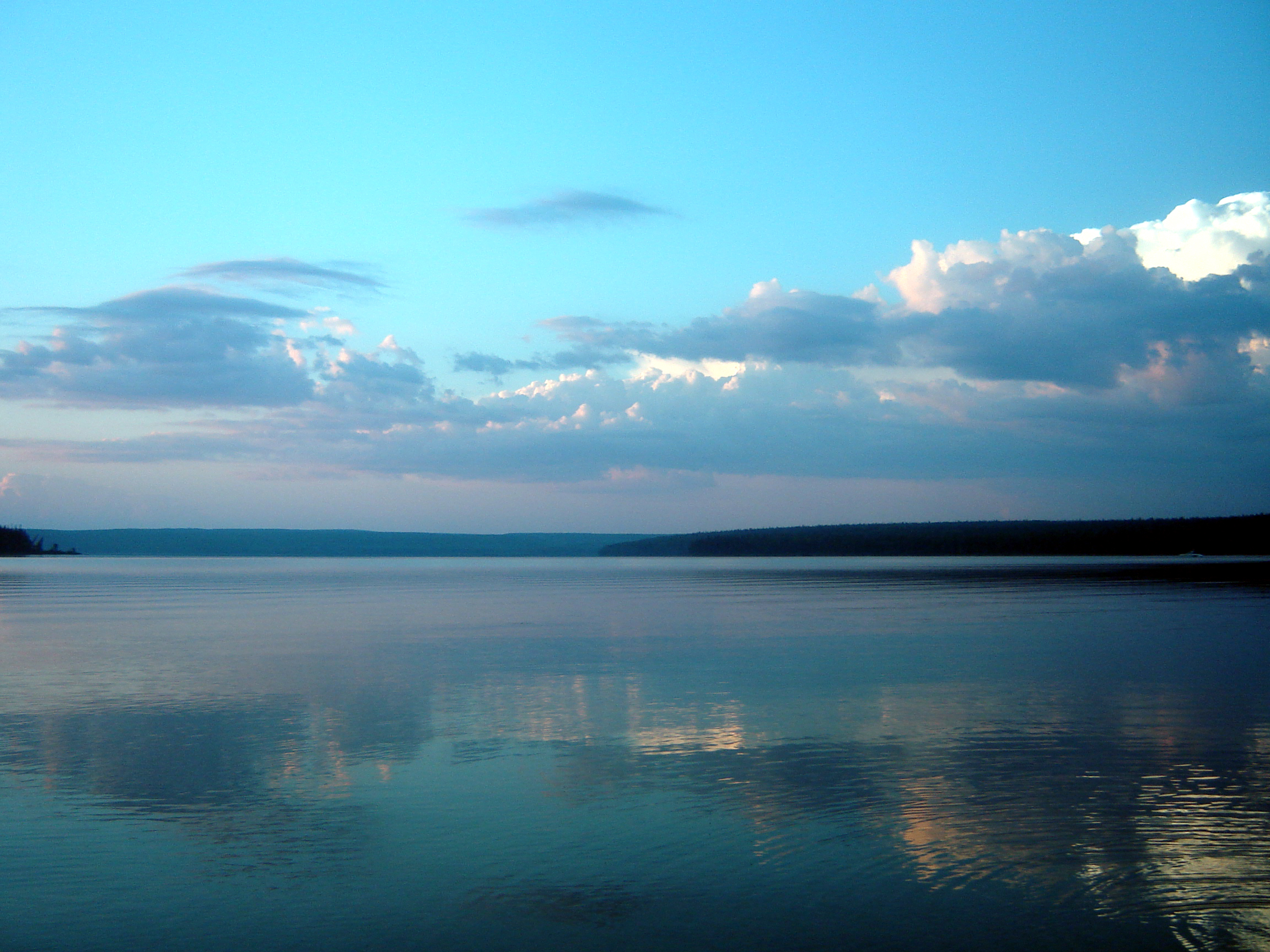

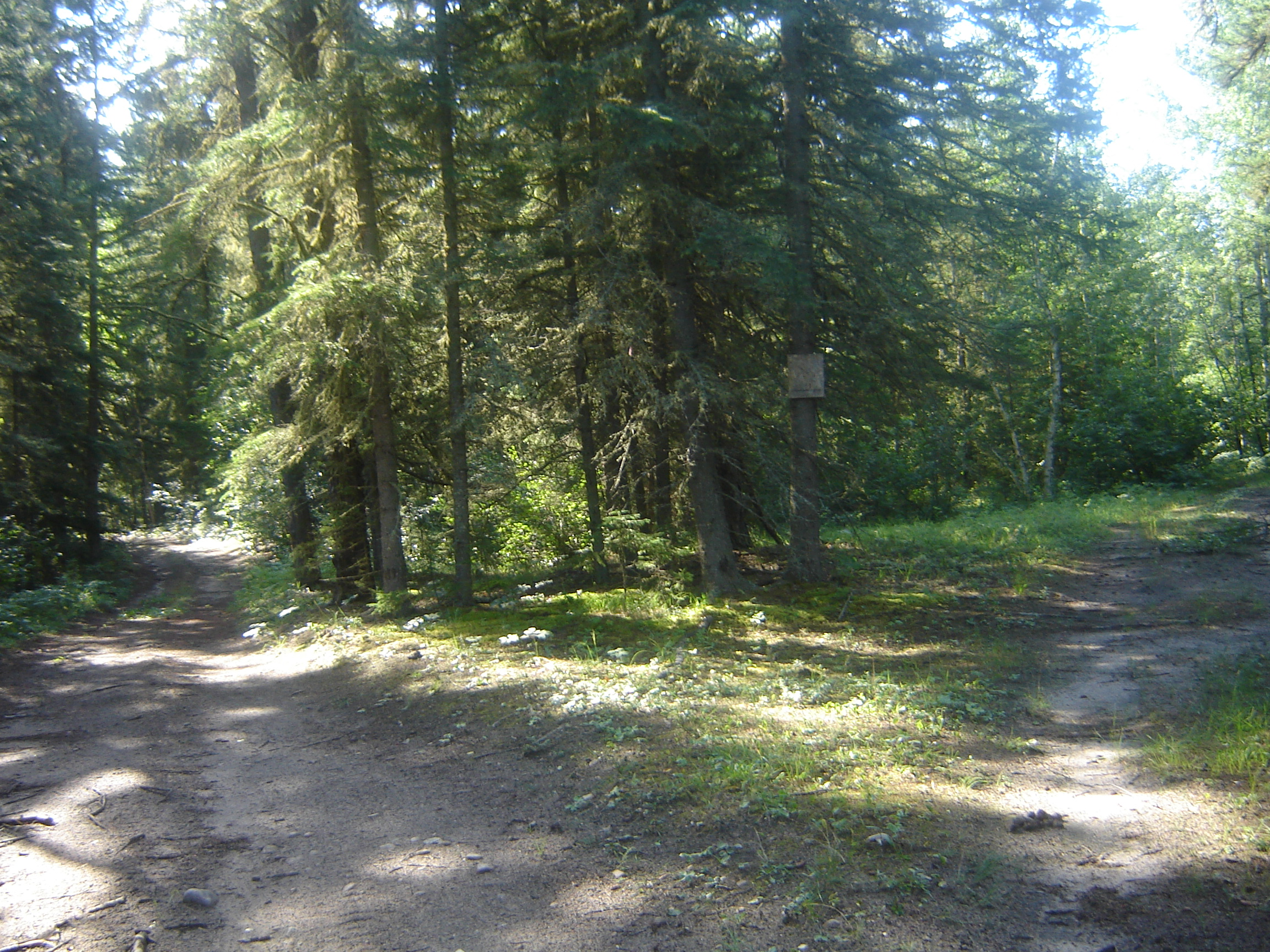

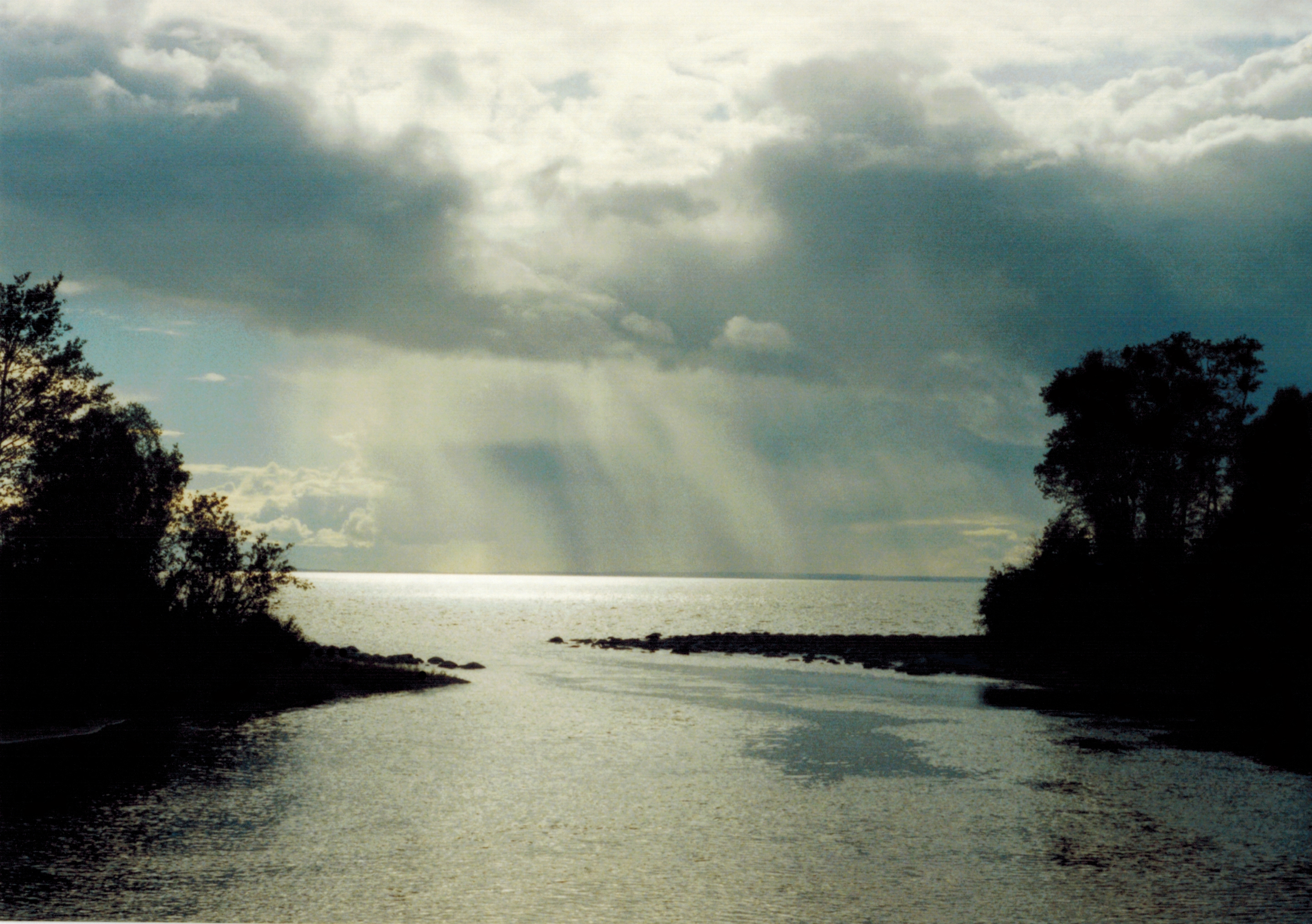

Бореальна стежка офіційно відкрита у червні 2011 року і є єдиною цілорічною туристичною стежкою в системі провінційних парків Саскачевана на цей момент. Вона проходить скрізь канадську тайгу північного Саскачевана, вздовж русел рік Колд і Уотерхен, тобто майже по всій довжині парку з кількома відгалуженнями, а східна частина стежки знаходиться недалеко від озера Грейг. У маршрут входять такі місця, як озеро Пірс, озеро Лак-де-Іль, озеро Пейтахіган, озера Мастус, озеро де Балінхард та озеро Містохай. Сама стежка добре обставлена вказівниками майже за кожен кілометр. Її довжина складає 135 кілометрів .

## Флора і фауна
Провінційний парк Медоу-Лейк розташований у канадській тайзі . У парку ростуть осика, береза, сосна та ялина. У лісі водяться гагари, пелікани, білоголові орлани, чорні ведмеді, бобри, койоти, вовки, лосі та інші тварини цього регіону. В озерах водиться така риба, як судак, північна щука та озерна форель  .